# Ingeborg Mello
Ingeborg Mello de Preiss (ur. 4 stycznia 1919 w Berlinie, zm. 25 października 2009 w Buenos Aires) – argentyńska lekkoatletka, specjalistka pchnięcia kulą i rzutu dyskiem, dwukrotna mistrzyni igrzysk panamerykańskich, wielokrotna mistrzyni Ameryki Południowej, dwukrotna olimpijka.

## Kariera sportowa
Urodziła się i wychowała w Niemczech. Jako osoba pochodzenia żydowskiego musiała z nich wyemigrować i od 1938 mieszkała w Argentynie.
Dwukrotnie wystąpiła na igrzyskach olimpijskich. W 1948 w Londynie zajęła 8. miejsce w rzucie dyskiem i 9. miejsce w pchnięciu kulą, a w 1952 w Helsinkach zajęła 12. miejsce w rzucie dyskiem i odpadła w kwalifikacjach pchnięcia kulą.
Zwyciężyła w pchnięciu kulą (wyprzedzając Verę Trezoitko z Brazylii i swą koleżankę z reprezentacji Argentyny Ingeborg Pfüller) oraz w rzucie dyskiem (przed Pfüller i Frances Kaszubski ze Stanów Zjednoczonych) na igrzyskach panamerykańskich w 1951 w Buenos Aires.
Odniosła wiele sukcesów w mistrzostwach Ameryki Południowej. Zwyciężyła w pchnięciu kulą w 1941 w Buenos Aires, 1947 w Rio de Janeiro, 1949 w Limie i 1952 w Buenos Aires, a także zdobyła srebrny medal w 1943 w Santiago. W rzucie dyskiem zwyciężyła w 1947, 1949 i 1952, zdobyła srebrny medal w 1943 oraz brązowe medale w 1941, 1956 w Santiago, 1958 w Montevideo i 1963 w Cali. Zdobyła także srebrny medal w 1947 i brązowy w 1949 w rzucie oszczepem.
Zwyciężyła w rzucie dyskiem i zajęła 5. miejsce w pchnięciu kulą na igrzyskach ibero-amerykańskich w 1960 w Santiago. Na igrzyskach ibero-amerykańskich w 1962 w Madrycie zajęła 6. miejsca w obu tych konkurencjach.
Mello zdobyła 22 tytuły mistrzyni Argentyny w pchnięciu kulą, rzucie dyskiem i rzucie oszczepem pomiędzy 1940 a 1962.